# Monika György
Monika György (* 13. Juli 1982 in Gheorgheni) ist eine ehemalige rumänische Skilangläuferin.

## Werdegang
György nahm von 2000 bis 2012 an Wettbewerben der Fédération Internationale de Ski teil. Ihre beste Platzierung bei den nordischen Skiweltmeisterschaften 2003 im Val di Fiemme war der 49. Platz im Sprint. Im Dezember 2004 lief sie ihr erstes von insgesamt acht Weltcuprennen in Asiago, welches sie mit dem 48. Rang im Sprint beendete. Bei den nordischen Skiweltmeisterschaften 2005 in Oberstdorf erreichte sie den 62. Rang über 10 km Freistil und den 58. Platz im Sprint. Ihr bestes Resultat bei den Olympischen Winterspielen 2006 in Pragelato war der 50. Rang im 30-km-Massenstartrennen. Von 2007 bis 2012 nahm sie vorwiegend am Balkancup teil. Dabei holte sie 12 Siege und belegte in der Saison 2009/10 den dritten und in der Saison 2006/07, 2007/08, 2008/09 und 2011/12 jeweils den zweiten Platz in der Gesamtwertung. Bei den nordischen Skiweltmeisterschaften 2009 in Liberec belegte sie den 68. Rang im Sprint und den 65. Platz über 10 km klassisch. Ihr bestes Ergebnis bei den Olympischen Winterspielen 2010 in Vancouver war der 42. Platz über 10 km Freistil. Im Sommer 2010 kam sie im Rollerski-Weltcup viermal aufs Podest, darunter zwei Siege und errang den sechsten Platz in der Gesamtwertung. Bei den nordischen Skiweltmeisterschaften 2011 in Oslo kam sie auf den 62. Platz im Sprint, den 50. Rang über 10 km klassisch und den 46. Platz im 15-km-Verfolgungsrennen.

## Erfolge

### Siege im Rollerski-Weltcup
| Nr. | Datum              | Ort          | Disziplin                      |
| --- | ------------------ | ------------ | ------------------------------ |
| 1.  | 25. Juli 2010      | Schwarzwald  | 11,3 km Berglauf Freistil Mst. |
| 2.  | 25. September 2010 | Thessaloniki | 10 km Berglauf Freistil Mst.   |

### Siege bei Continental-Cup-Rennen
| Nr. | Datum            | Ort           | Disziplin       | Serie      |
| --- | ---------------- | ------------- | --------------- | ---------- |
| 1.  | 25. Januar 2008  | Fundata       | 10 km Freistil  | Balkan-Cup |
| 2.  | 16. Februar 2008 | Pigadia       | Sprint Freistil | Balkan-Cup |
| 3.  | 3. März 2009     | Mavrovo       | 5 km Freistil   | Balkan-Cup |
| 4.  | 11. März 2009    | Bursa         | 5 km Freistil   | Balkan-Cup |
| 5.  | 10. Januar 2010  | Štrbské Pleso | 5 km klassisch  | Slavic-Cup |
| 6.  | 12. März 2010    | Erzurum       | 5 km klassisch  | Balkan-Cup |
| 7.  | 13. März 2010    | Erzurum       | 5 km Freistil   | Balkan-Cup |
| 8.  | 15. Januar 2012  | Pigadia       | 5 km Freistil   | Balkan-Cup |
| 9.  | 3. Februar 2012  | Mavrovo       | 5 km Freistil   | Balkan-Cup |
| 10. | 4. Februar 2012  | Mavrovo       | 5 km Freistil   | Balkan-Cup |
| 11. | 10. Februar 2012 | Fundata       | 5 km klassisch  | Balkan-Cup |
| 12. | 11. Februar 2012 | Fundata       | Sprint Freistil | Balkan-Cup |
| 13. | 12. Februar 2012 | Fundata       | 10 km Freistil  | Balkan-Cup |

## Teilnahmen an Weltmeisterschaften und Olympischen Winterspielen

### Olympische Spiele
- 2006 Turin: 50. Platz 30 km Freistil Massenstart, 59. Platz Sprint Freistil, 59. Platz 15 km Verfolgung, 60. Platz 10 km klassisch
- 2010 Vancouver: 42. Platz 10 km Freistil, 44. Sprint klassisch, 46. Platz 30 km klassisch Massenstart, 54. Platz 15 km Verfolgung

### Nordische Skiweltmeisterschaften
- 2003 Val di Fiemme: 49. Platz Sprint Freistil, 54. Platz 10 km klassisch, 61. Platz 2 × 5 km Doppelverfolgung
- 2005 Oberstdorf: 58. Platz Sprint klassisch, 62. Platz 10 km Freistil
- 2009 Liberec: 65. Platz 10 km klassisch, 68. Platz Sprint Freistil
- 2011 Oslo: 46. Platz 15 km Verfolgung, 50. Platz 10 km klassisch, 62. Platz Sprint Freistil